# Bătălia de pe Chickamauga
Bătălia de pe Chickamauga, ce a avut loc în zilele de 19–20 septembrie 1863, a marcat sfârșitul unei ofensive unioniste în sud-estul statului Tennessee și în nord-vestul statului Georgia, denumită Campania Chickamauga. Bătălia a reprezentat cea mai semnificativă înfrângere a Uniunii pe teatrul vestic de operațiuni al Războiului Civil American și s-a clasat a doua în clasamentul bătăliilor cu cele mai numeroase victime în această conflagrație, după bătălia de la Gettysburg.
Lupta s-a dat între Armata Cumberlandului condusă de general-maiorul unionist William Rosecrans și Armata Tennessee-ului condusă de generalul confederat Braxton Bragg⁠(d), și își trage numele de la pârâul Chickamauga de Vest, care face meandre în nord-vestul Georgiei înainte de a se vărsa în râul Tennessee la circa 5,6 km nord-est de centrul orașului Chattanooga⁠(d)).
După succesul din Campania Tullahoma, Rosecrans și-a reluat ofensiva, cu scopul de a-i înlătura pe confederați din Chattanooga. La începutul lui septembrie, Rosecrans și-a strâns forțele împrăștiate prin Tennessee și Georgia și a împins armata lui Bragg din Chattanooga, către sud. Armatele unioniste i-au urmărit și s-au ciocnit scurt cu acestea la Răscrucea lui Davis. Bragg era hotărât să reocupe Chattanooga și a luat decizia de a întâmpina o parte din armata lui Rosecrans, de a o învinge, și apoi de a recuceri orașul. La 17 septembrie, el s-a îndreptat spre nord, cu intenția de a ataca Corpul XXI, care era izolat. În timp ce Bragg mărșăluia spre nord la 18 septembrie, cavaleria și infanteria armatei sale s-au ciocnit cu trupe de cavalerie și infanteriști călare unioniști, înarmați cu carabine Spencer cu repetiție.
Luptele cele mai grele au început în dimineața de 19 septembrie. Oamenii lui Bragg au atacat în forță, dar nu au putut rupe liniile unioniste. A doua zi, Bragg și-a reluat asalturile. Spre sfârșitul dimineții, Rosecrans a fost informat greșit că ar exista o breșă în linia sa. Deplasând unități pentru a acoperi presupusa breșă, Rosecrans a creat accidental una adevărată, direct în calea unui asalt de opt brigăzi pe un front îngust, condus de general-locotenentul confederat James Longstreet. Atacul lui Longstreet a scos din luptă o treime din armata unionistă, inclusiv pe Rosecrans însuși. Unitățile unioniste s-au regrupat spontan pentru a crea o linie defensivă pe creasta Horseshoe, formând un nou flanc drept pentru linia general-maiorului George H. Thomas⁠(d), care a preluat comanda restului de trupe. Deși confederații au lansat alte asalturi masive și hotărâte, Thomas și oamenii săi au rezistat până seara. Forțele unioniste s-au retras apoi în Chattanooga, în vreme ce confederații au ocupat înălțimile din jur, asediind orașul.